# Berîlivka, Horodnea
Berîlivka (în ucraineană Берилівка) este un sat în comuna Senkivka din raionul Horodnea, regiunea Cernihiv, Ucraina.

## Demografie
Componența lingvistică a localității Berîlivka
     Ucraineană (95,95%)
     Rusă (2,7%)
     Belarusă (1,35%)
Conform recensământului din 2001, majoritatea populației localității Berîlivka era vorbitoare de ucraineană (95,95%), existând în minoritate și vorbitori de rusă (2,7%) și belarusă (1,35%).